# Sicano (militare)
Sicano, figlio di Essecesto (in greco antico: Σικανός?, Sikanós; V secolo a.C.), è stato un militare siceliota durante la spedizione ateniese in Sicilia.

## Biografia
Originario di Siracusa, già nel 415 a.C. fu eletto, insieme a Ermocrate e Eracleide, come generale. Nel 413 a.C., appena dopo la perdita dell'Epipoli da parte degli Ateniesi, Sicano fu inviato con 13 navi ad Akragas per ottenere rinforzi; ancora prima del suo arrivo nella città però i filo-siracusani erano stati sconfitti dai loro oppositori. Sempre nello stesso anno, secondo Diodoro Siculo (XIII, 13), Sicano fu l'autore del piano per incendiare le navi nemiche prima della battaglia nel Porto Grande di Siracusa, in cui avrebbe perso la vita il generale ateniese Eurimedonte (Tucidide, VII, 46; 50; 53; 70).